# وزیر (دولت)
وزیر (به انگلیسی: Minister) به سیاستمداری گفته می‌شود که در یک دولت، مسئول صدارت یکی از وزارت‌خانه‌ها می‌شود. وزارت بالاترین رتبه سیاسی در هیئت دولت پس از مقام رئیس‌جمهور است. وزیران می‌توانند عضو یک حزب سیاسی باشند یا از نظر سیاسی، مستقل کار کنند.

## ایران
در حال حاضر، کشور ایران ۱۹ وزارت‌خانه دارد.